# Hagopdjan de Deritchan
Hagopdjan de Deritchan, Acoljean de Richtan, ou de son nom arménien Hakobjan Arhitchanents (La Nouvelle-Djoulfa, ? - Marseille, 25 août 1726 ou 2 février 1726), était un riche marchand arménien, qui fut le premier consul de Perse à Marseille de 1715 à sa mort. Sa mission consistait à y défendre les intérêts des marchands arméniens d'obédience persane.
Les Français ont eu beaucoup de mal à écrire son nom. Ils l'ont appelé Acoljean de Ritchan, Agop Jean ou encore Agobian. Sur un document conservé à la Chambre de commerce de Marseille, on peut voir sa signature en arménien : Hagopdjan di Deritchan c'est-à-dire Hagopdjan fils de Deritchan. Hagopdjan est une forme dérivée du prénom Hagop, fréquemment utilisé à cette époque parmi les Arméniens de Perse. Le nom de son père, Deritchan, semble assez rare. Quant à la préposition « di », qui indique ici la filiation, elle est empruntée à l'italien, selon un usage fréquent chez les marchands arméniens des XVIIe et XVIIIe siècles.

## Biographie

### Une ambassade extraordinaire du Shah de Perse (1714-1715)
En 1714, le Shah de Perse Hussein Ier décidait d'envoyer auprès du roi de France Louis XIV une ambassade dans le dessein de signer un traité diplomatique et commercial entre les deux nations. Il choisit pour le représenter Mehmet Rıza Beğ, intendant du gouverneur (khan) d'Erevan, « personnage imbu de lui-même, coléreux et peu diplomate », selon le curé Claude Bougrain. Le voyage de l'ambassadeur vers l'Europe s'annonçant difficile — car il fallait traverser le territoire ottoman ennemi — le khan d'Erevan choisit Hagopdjan, d'origine arménienne, qui était le plus riche marchand de cette contrée, pour accompagner l'ambassadeur et veiller sur les présents du Shah de Perse au roi de France.
Le 15 mars 1714, Hagopdjan quitte Erevan avec l'ambassadeur. Ils prirent ensemble la route de l'Europe, par l'Anatolie. Après quarante jour de marche, ils arrivèrent à Smyrne, où l'ambassadeur fit aussitôt avertir secrètement M. de Fontenu, le consul de France à Smyrne, de sa mission. Le consul fit alors embarquer les lettres et les présents du shah, dissimulés dans des balles de soie, sur un navire français en partance pour Marseille, où ils furent réceptionnés par M. Arnoul, Intendant des Galères et du Commerce pour cette ville.
Quatre ou cinq jours plus tard, ce fut au tour de Hagopdjan, déguisé en matelot, de s'embarquer pour Marseille sur le navire du capitaine Marcel. L'Arménien, à son arrivée à Marseille, fut logé, avec les présents de l'ambassadeur dont il était toujours le gardien, dans la maison d'un notable de la ville, M. Gaudemar, en attendant l'ambassadeur, qui n'arrivait toujours pas.
Les Turcs interdisaient au Persan de quitter le territoire turc le temps d'enquêter sur sa réelle identité et sur le but de son voyage. Aussi, avec la complicité du drogman de l'ambassade de France, d'origine grecque, Padéry, l'ambassadeur Mehmet Rıza Beğ et dix-huit de ses gens embarquèrent clandestinement au port d'Ayas en Cilicie sur un navire français, qui mit les voiles vers Marseille, où il arriva le 23 octobre 1714, rejoignant enfin Hagopdjan.
Le 23 décembre 1714, l'ambassadeur et son équipage, dont Hagopdjan, commencèrent le voyage vers Paris, accompagnés de M. Pidou de Saint-Olon, gentilhomme délégué par le roi, et escortés par un détachement de cavalerie de la Reine et des gardes royaux.
Le 7 février 1715, arrivés à Charenton, un fastueux cortège officiel se constitua pour rentrer solennellement dans Paris. La partie persane du convoi ne manquait pas de pittoresque.
Le 19 février, la délégation persane se rendit de Paris à Versailles pour l'audience royale, dans un fastueux cortège, escorté d'innombrables gardes. Hagopdjan portait sur un coussin les présents et la lettre du Shah de Perse enveloppés dans une étoffe de soie à fleurs d'or. La réception fut grandiose, mais l'on raconte que le Roi-Soleil fut déçu de la faible importance des présents : des perles, des turquoises, deux petites boîtes d'or et de la baume de momie.
L'ambassadeur persan et Hagopdjan restèrent toute l'année à Paris pour la négociation du traité franco-persan, laquelle était ralentie du fait de la maladie de Louis XIV. L'ambassadeur se trouva rapidement à court d'argent. Il sollicita 25 à 30 bourses en prêt mais ne trouva aucun prêteur dans la capitale. Il fit alors avec Hagopdjan le voyage à Amsterdam où résidaient de nombreux marchands arméno-persans, qui consentirent au financement de l'ambassade.
Le 13 août 1715, le traité de commerce et d'amitié entre la France et la Perse fut signé à Versailles. Il prévoyait notamment l'établissement d'un consulat de Perse à Marseille, principal port de commerce avec l'Orient et porte d'entrée des marchandises de Perse, dont le monopole appartenait aux Arméniens. Hagopdjan de Deritchan fut choisi, à l’issue des négociations, pour être le premier consul de Perse à Marseille et son rôle devait être d'aider ses compatriotes dans leurs activités commerciales. Ce choix fut agréé au mois d'octobre.

### Consul à Marseille (1715-1726)
Après le départ de l'ambassadeur persan, Hagopdjan resta quelques semaines à Paris. Le régent, Philippe d'Orléans, lui donna alors mille livres pour son séjour à Paris et son voyage pour Marseille, où il arriva le 2 décembre 1715 pour rejoindre son poste.
Sa tâche ne fut pas aisée et rendue encore plus compliquée par le fait que le Shah Hussein ne ratifia pas immédiatement le traité. Lorsqu'il le fit, en 1722, la situation en Perse était devenue très chaotique, et le pays était au bord de l'anarchie. Le consul fut quelque peu « oublié » par les autorités de son pays et devait se contenter pour subsister d'une maigre pension octroyée par le roi de France. Il fut amené à intervenir auprès de la Chambre de commerce pour faire respecter les privilèges fiscaux des Persans.
Hagopdjan de Deritchan mourut à Marseille le 2 février 1726 dans la misère et l'oubli. La date du 2 février 1728 avancée par Guillaume Aral a depuis été corrigée par cet auteur à la suite de la découverte d'une lettre aux Archives de la Marine.